# Dal bhat
Dal bhat (nepali: दाल भात तरकारी), bengali: ডাল ভাত, gujarati: દાળ ભાત, marathi: डाळ भात, assamesiska: দাইল ভাত dail bhat / ডালি ভাত dali bhat), är en traditionell maträtt på den indiska subkontinenten, som är populär i bland annat  Nepal, Bangladesh och Indien. 
Dal bhat består av kokt ris och en tillagad linssoppa som kallas dal. Den kan ses som stapelföda i nämnda länder och ses framför allt i Nepal som en nationalrätt. Det är inte ovanligt att den där sätts på bordet både två och tre gånger per dag.
Bhat eller chawal betyder 'kokt ris' på en rad olika indoariska språk.

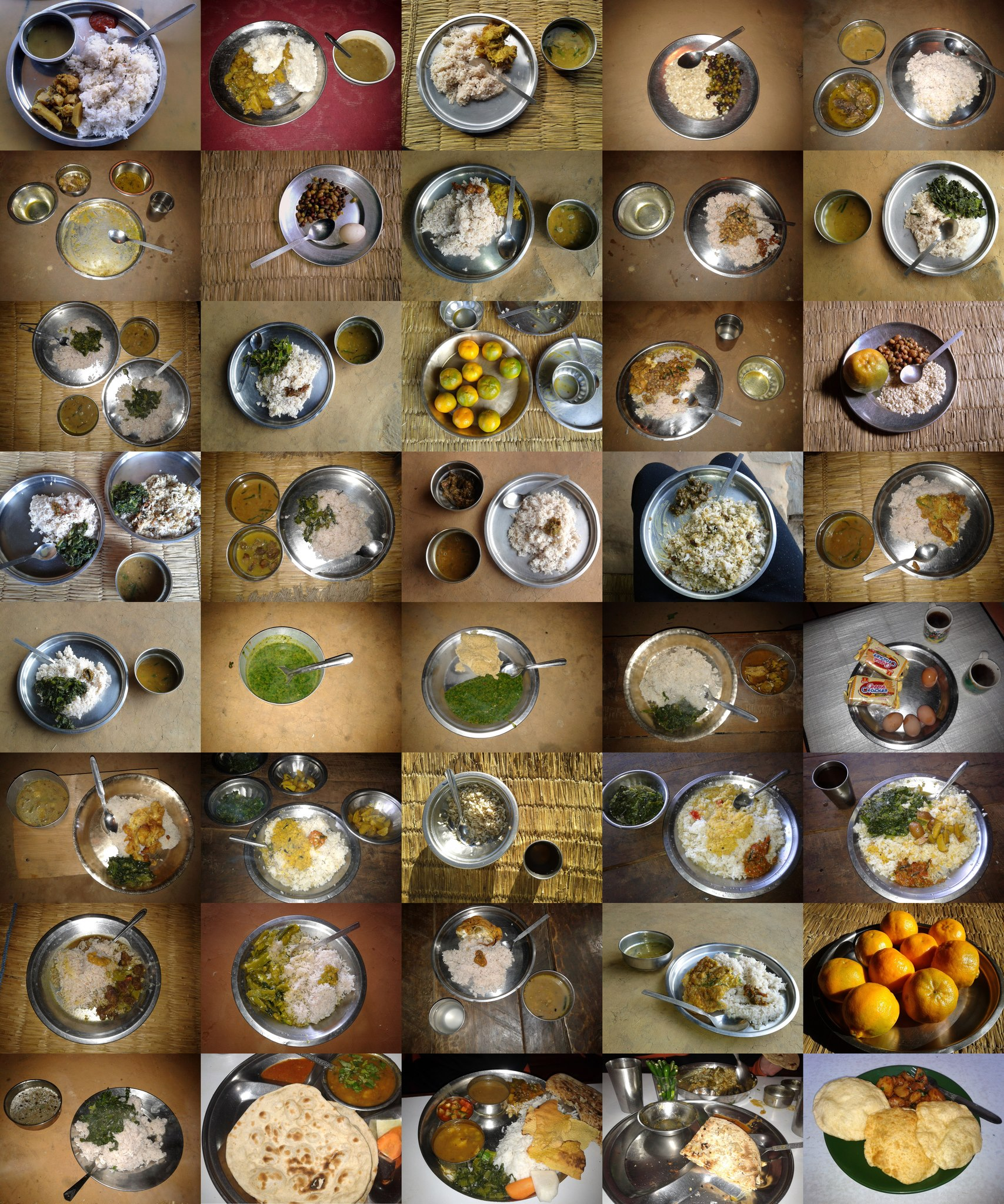
Dal bhat.

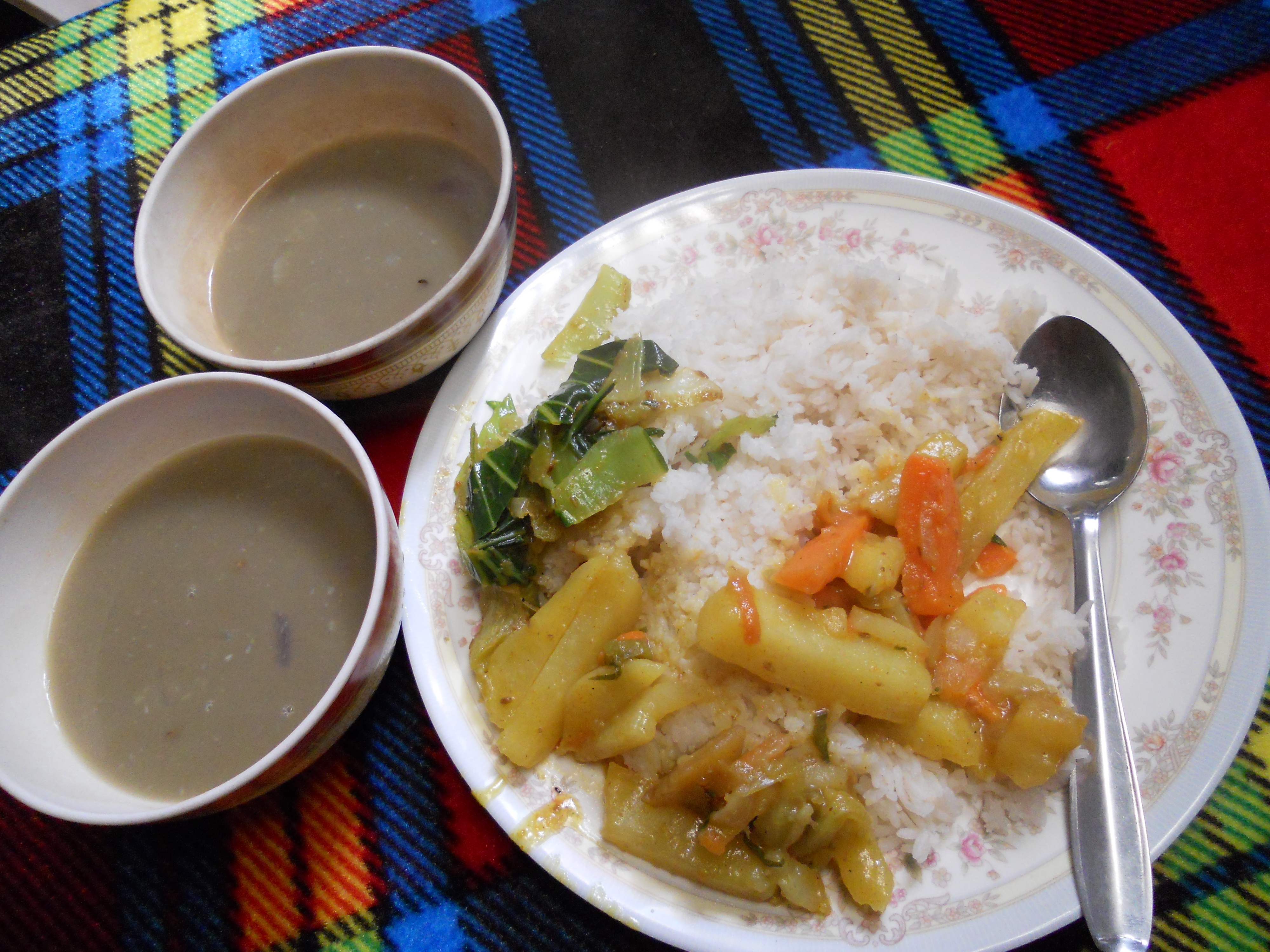
Dal-bhat-tarkari, linssoppa, ris och grönsakscurry.

På högre höjder i Nepal, ovanför 2000 meter över havet, växer inte ris så bra. Då förekommer sädesslag som hirs, bovete, korn och även majs i en kokt ersättning som kallas dhindo och i Nepali vanligen atho.  Linssoppan kan i Nepal vara ersatt med roti, ett ojäst tunnbröd, som är snarlikt chapati.
Dal kan tillagas med lök av olika slag, vitlök, ingefära, chilipeppar, tomater eller tamarind som smaksättning av linserna eller bönorna.
Rätten kryddas rikligt, olika beroende på säsong, område och kock, men vanliga kryddor är koriander, spiskummin och gurkmeja samt kryddblandningen garam masala. En vanlig smaktillsats är en liten mängd väldigt stark chutney (चटनी).
Dal bhat serveras ofta tillsammans med tarkari (nepalesiska: तरकारी) – en currykryddad grönsaksmix, med de grönsaker som finns tillgängliga för säsongen. Rätten kallas därför också dal bhat tarkari (nepalesiska: दाल भात तरकारी) på nepali. Rätten kan också serveras med dahi (yoghurt), med currykryddad kyckling, getkött eller fisk. Rätten serveras också inlagd med en starkt kryddad tomatsås  som kallas achar.
Andra sidotillsatser till dal bhat är currykryddad potatis, blomkål ,färsk spenat, och rättika, eller skivad citron (kagati), lime (nibua) eller färsk chili (khursani). Sammantaget finns en enorm variation av sätt som man kan tillaga den här maträtten på.